# なめらかな社会
なめらかな社会（なめらかなしゃかい、英: Nameraka (Smooth) Society）とは、日本の複雑系科学者・自然哲学者、起業家である鈴木健が2013年の著書『なめらかな社会とその敵』で提唱した社会概念である。この概念は、多様性を持ちながらも二項対立に陥らない新しい社会のあり方を示しており、21世紀の社会システム設計に新たな視点を提供している。

## 概要
鈴木は、社会の状態を数学のシグモイド関数になぞらえて説明している：
1. フラットな社会: 均一で多様性のない社会

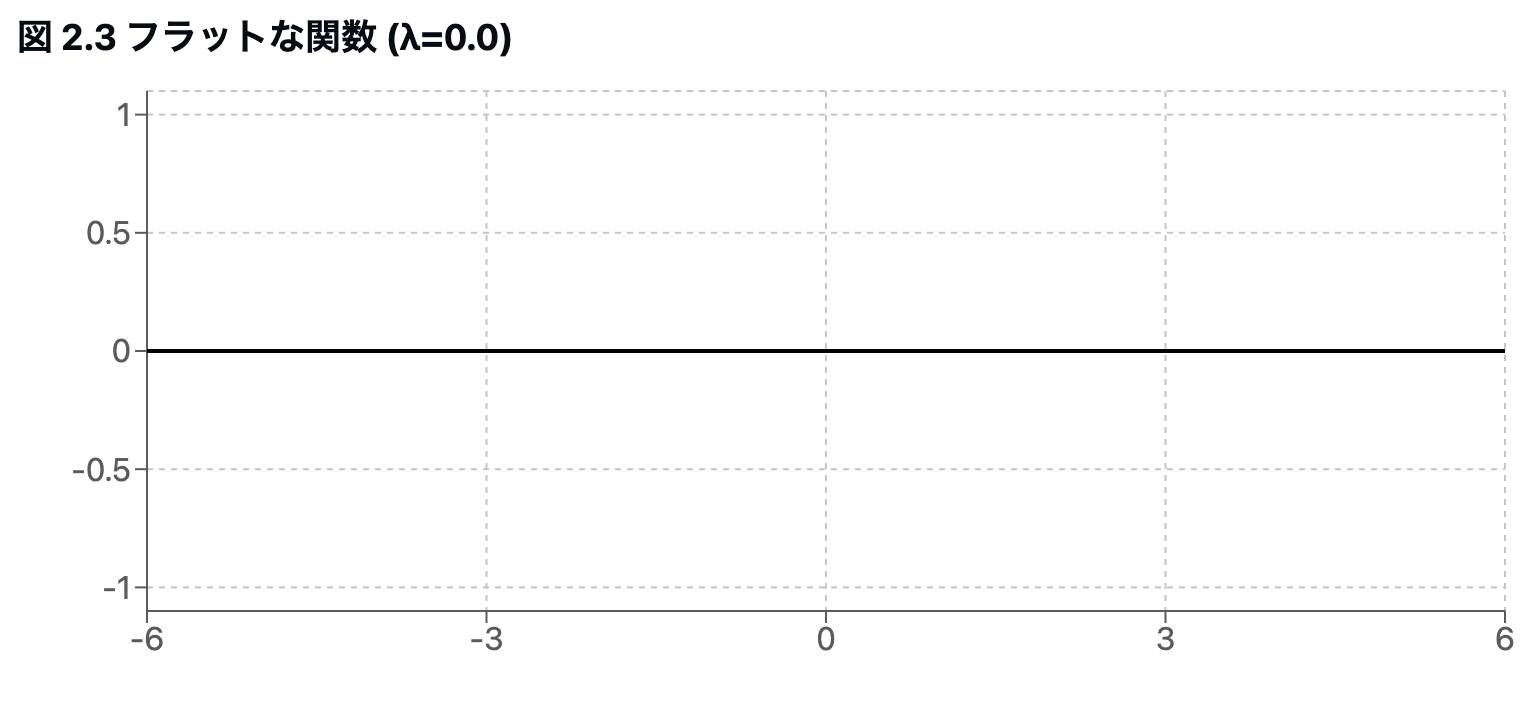
フラットな関数

「フラットな社会」は一様な社会で、どこもが同じで、多様性がない社会である。このような社会は自動的に成立するわけではなく、国家や権威などによる強い干渉により、人々の価値観を統一していこうという圧力がないと成立しない。
2. ステップな社会: 多様性はあるが分離・対立している社会

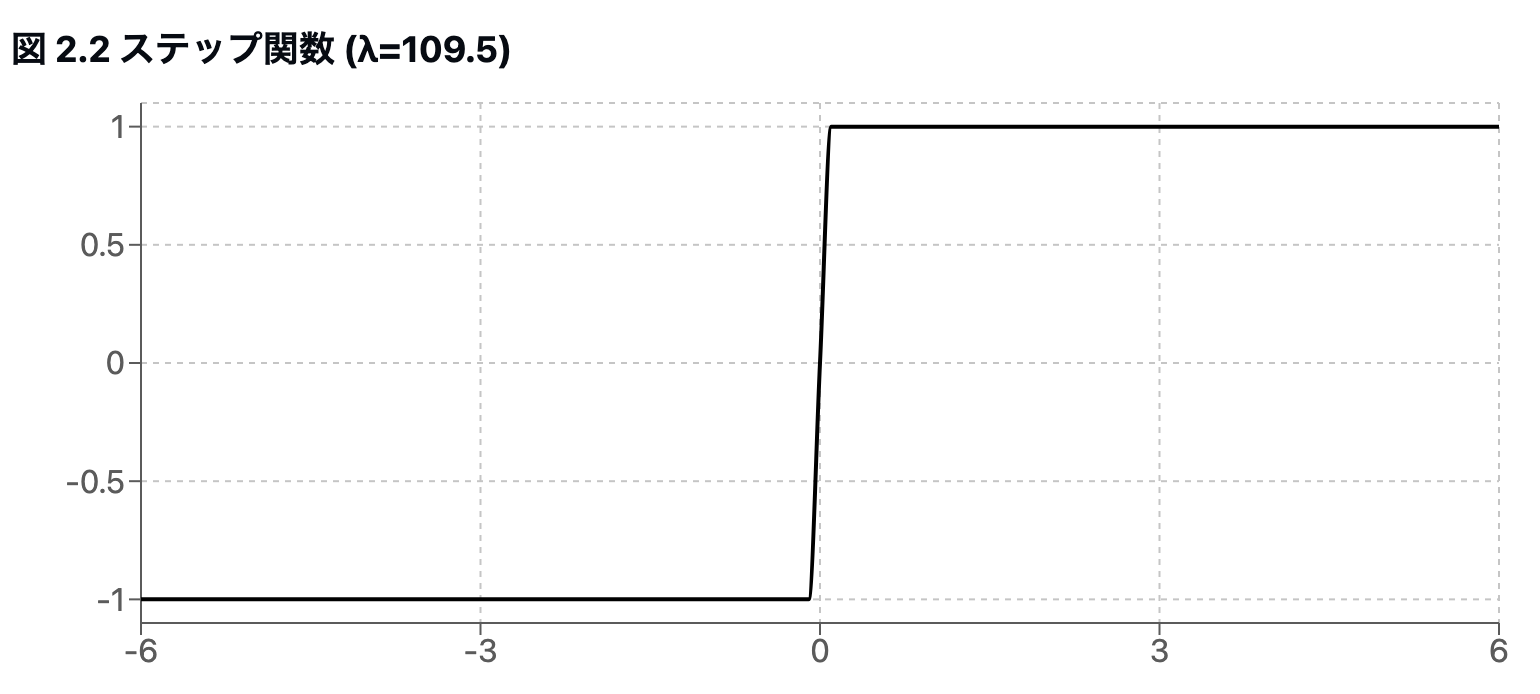
ステップ関数

「ステップな社会」は、多様性はあるものの、それらが混じり合うことなく、分離、対立している社会である。価値観が異なる人々をおいておくと、人々は自主的に分離し、対立するようになることもあれば、なんらかの意図をもって対立構造を生み出す勢力も存在する。
3. なめらかな社会: 多様性がありながら、二項対立に陥らない社会

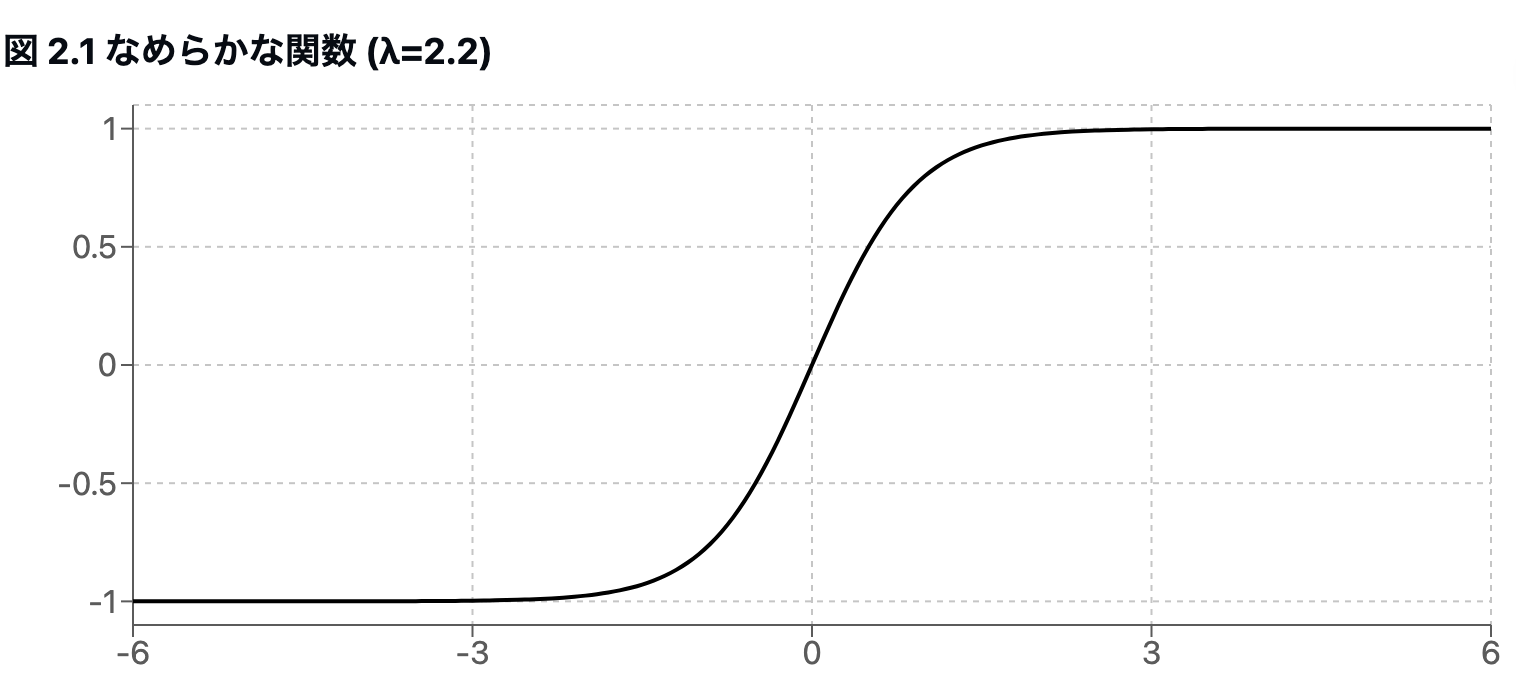
なめらかな関数

「なめらかな社会」は、これら3つの状態の中で最も理想的な社会とされ、言い換えれば、「万人がマイノリティ」である状態とも言い換えられる。そして、その中間的な状態を経由することにより、なめらかに今までの自分と違う状態に変化することが許容されている社会でもある。
鈴木は、コンピューター・テクノロジーがどんなに発展しても、社会のもつ敵と味方に分かれるという性質を改善しなければ、どのような社会制度の進歩も砂上の楼閣となってしまい、ステップな社会かフラットな社会に落ちてしまうと論じている。そのためには、社会のコアシステムである、貨幣システム、投票システム、法システム、軍事システムをテクノロジーで根本的にアップデートする必要があると論じている。

## 理論的背景
「なめらかな社会」の概念は、以下の理論的背景から生まれている：
1. 複雑系科学: 非線形的な相互作用を持つ要素から成るシステムの研究
2. オートポイエーシス理論: 生命システムの自己生成・自己維持の概念
3. 分人概念: ジル・ドゥルーズの「分割可能な個人」の概念
鈴木は特に、フランシスコ・ヴァレラのオートポイエーシス理論を社会システムに応用することで、「なめらかな社会」の理論的基礎を構築している。

## 『なめらかな社会とその敵』の構成
鈴木の著書『なめらかな社会とその敵』は以下の構成となっている：
1. 第一部 生命から社会へ: オートポイエーシス理論を基に、社会システムの起源を探る
2. 第二部 PICSY (Propagational Investment Currency SYstem): 新しい貨幣システムの提案
3. 第三部 Divicracy (分人民主主義): 個人の多様性を反映した新しい民主主義の形
4. 第四部 自然知性: 社会を一種の集合的知性として捉える視点
5. 第五部 法と軍事: テクノロジーを用いた新しい社会契約と紛争解決の可能性

## 主要な特徴
1. 多様性の受容: 異なる価値観や立場が共存できる。
2. 変化の許容: 個人や社会の状態が柔軟に変化できる。
3. 中間的存在の重視: 極端な二項対立を避け、中間的な立場を認める。
4. パラレルワールドの共存: 同じ物理的空間で異なる価値観が並存する。
5. 自己組織化: トップダウンの制御ではなく、ボトムアップの秩序形成を重視する。

## 実現のための提案
鈴木は「なめらかな社会」を実現するために、以下のようなシステムを提案している：
1. PICSY (Propagational Investment Currency SYstem)
```
  - 価値が伝播する新しい貨幣システム
  - 取引を投資として捉え、社会貢献度を通貨価値に反映させる
```

2. Divicracy (分人民主主義)
```
  - 個人の内なる多様性を反映できる投票システム
  - 一人の投票を分割し、複数の選択肢に配分できる
```

3. CyberLang
```
  - 機械と人間が共通理解できる契約言語
  - 
スマートコントラクト
の先駆的概念
```

4. 構成的社会契約論
```
  - テクノロジーを用いて社会契約を動的に実装する試み
```

これらの提案は、ブロックチェーン技術やDAOの概念と類似点があり、特にPICSY、CyberLangはその先見性からWeb3の文脈でも注目されている。

## なめらかな社会と関連する概念
「なめらかな社会」の概念は、以下の分野に影響を与えている：
1. テクノロジー開発
```
  - ブロックチェーンやWeb3プロジェクトの哲学的基盤として参照されている
  - 例：
イーサリアム
のスマートコントラクト概念との類似性
```

2. 政治理論
```
  - 新しい民主主義のあり方を模索する際の理論的枠組みとして利用
  - 例：
液体民主主義
や
クアドラティック・ボーティング
との親和性
```

3. 組織設計
```
  - 企業や非営利組織の新しい組織形態の設計に影響
  - 例：
ホラクラシー
組織との類似点
```

## 批評と議論
「なめらかな社会」の概念は、学術界や社会から様々な反応を引き起こしている：

### 肯定的評価
- 「社会科学の伝統的なストーリーを書き換え、実践的な意味を問う、刺激的で、おおいなる可能性をはらんだ試み」と評価（スタンフォード大学名誉教授・経済学者 青木昌彦）
- 「現代社会に問題を感じている人のすべてに勧めたい本である」と評価（東京大学名誉教授・解剖学者 養老孟司）

### 批判的見解
- 既存の権力構造にどう対処するかが不明確
- PICSYシステムの経済的安定性と実装の課題

## 国際的な文脈
「なめらかな社会」の概念は、2024年現在、日本国外でも注目を集めている：
- 中国では「平滑社会」として紹介され、社会システムの新しいモデルとして紹介されている
- 欧米では、Pluralityの哲学との類似性が指摘され、デジタル民主主義の文脈で言及されている

## 著者について
鈴木健（1975年-）は、日本の複雑系科学者、自然哲学者、起業家である。東京大学で博士号を取得後、国際大学GLOCOM主任研究員、東京財団仮想制度研究所フェローを経て、現在は東京大学総合文化研究科特任研究員を務める。2012年にニュースアプリケーション「SmartNews」を共同創業。主な著書に『NAM生成』（共著、2001年）、『究極の会議』（2007年）などがある。